# Style classique lillois

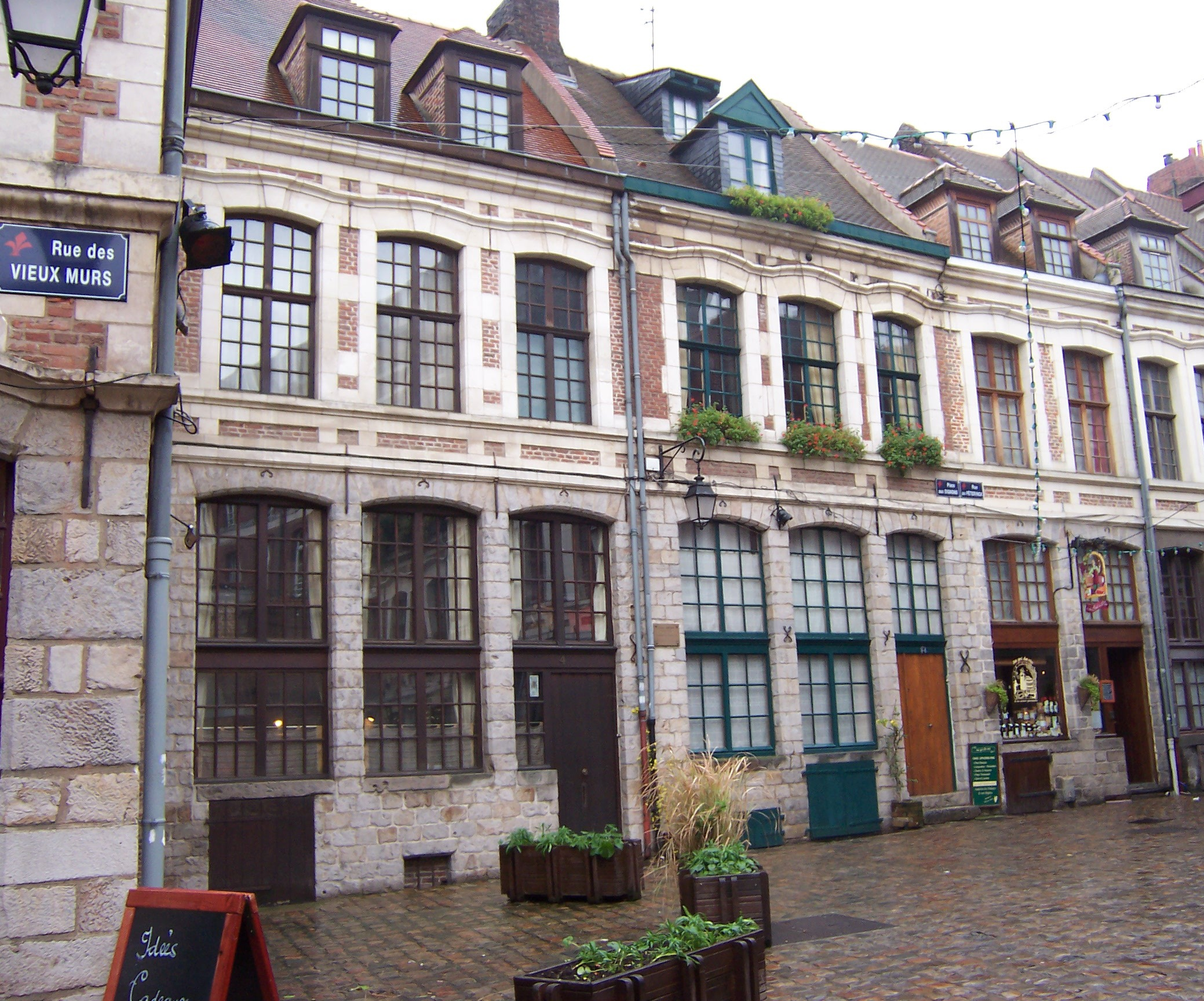
Maisons de la place aux Oignons.

Le style classique lillois est un style architectural présent à Lille à partir de la fin du XVIIe siècle et au XVIIIe siècle.

## Histoire
À la suite de la conquête française de 1667, une synthèse va s'opérer entre les styles architecturaux locaux (style lillois à arcures et style de la Renaissance flamande) et le style classique français donnant notamment de très nombreux bâtiments mêlant l'ordonnancement classique français et l'ornementation héritée du baroque flamand. Néanmoins, à partir du XVIIIe siècle, le style classique s'impose et l'ornementation héritée du baroque flamand s'efface au profit d'une sobriété classique se mélangeant toutefois aux matériaux traditionnels régionaux.

## Description
Le style utilise les principaux matériaux traditionnels utilisés dans les constructions régionales : grès, pierre calcaire blanche et brique rouge clair pour les façades, tuile ou ardoise en toiture. Le rez-de-chaussée hérité du style franco-lillois est réalisé intégralement en grès, la porte est le plus souvent située avec une fenêtre sous une même baie tout comme les styles antérieurs au XVIIe siècle. Les baies du rez-de-chaussée sont par ailleurs surmontées d'une plate-bande dont les claveaux en grès sont taillés pour former une légère voute. Les étages sont séparés par un larmier en pierre calcaire et une frise comportant 2 cordons en pierre calcaire et des éléments verticaux alignés avec les piédroits des fenêtres. Les étages alignent des baies identiques dont les piédroits sont en pierre calcaire et peuvent parfois comporter un chaînage. Les baies sont surmontées de plates-bandes dont les claveaux sont également taillés pour former une légère voute. Les plates-bandes surmontées d'un larmier sont intégrées dans un cordon en pierre calcaire.

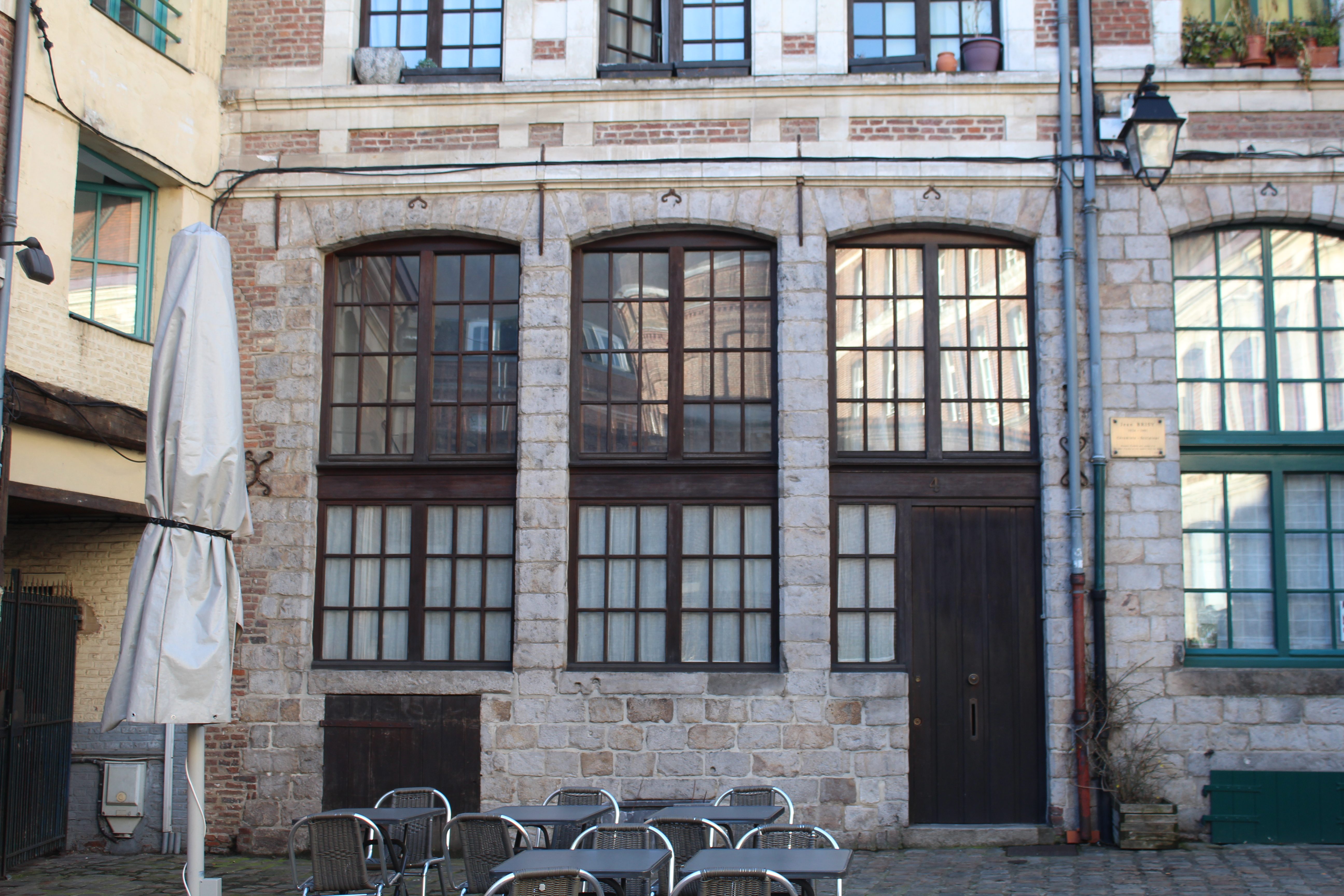
Détail du rez-de-chaussée, du larmier et de la frise séparant les étages. À noter la porte et la fenêtre sous la même baie.
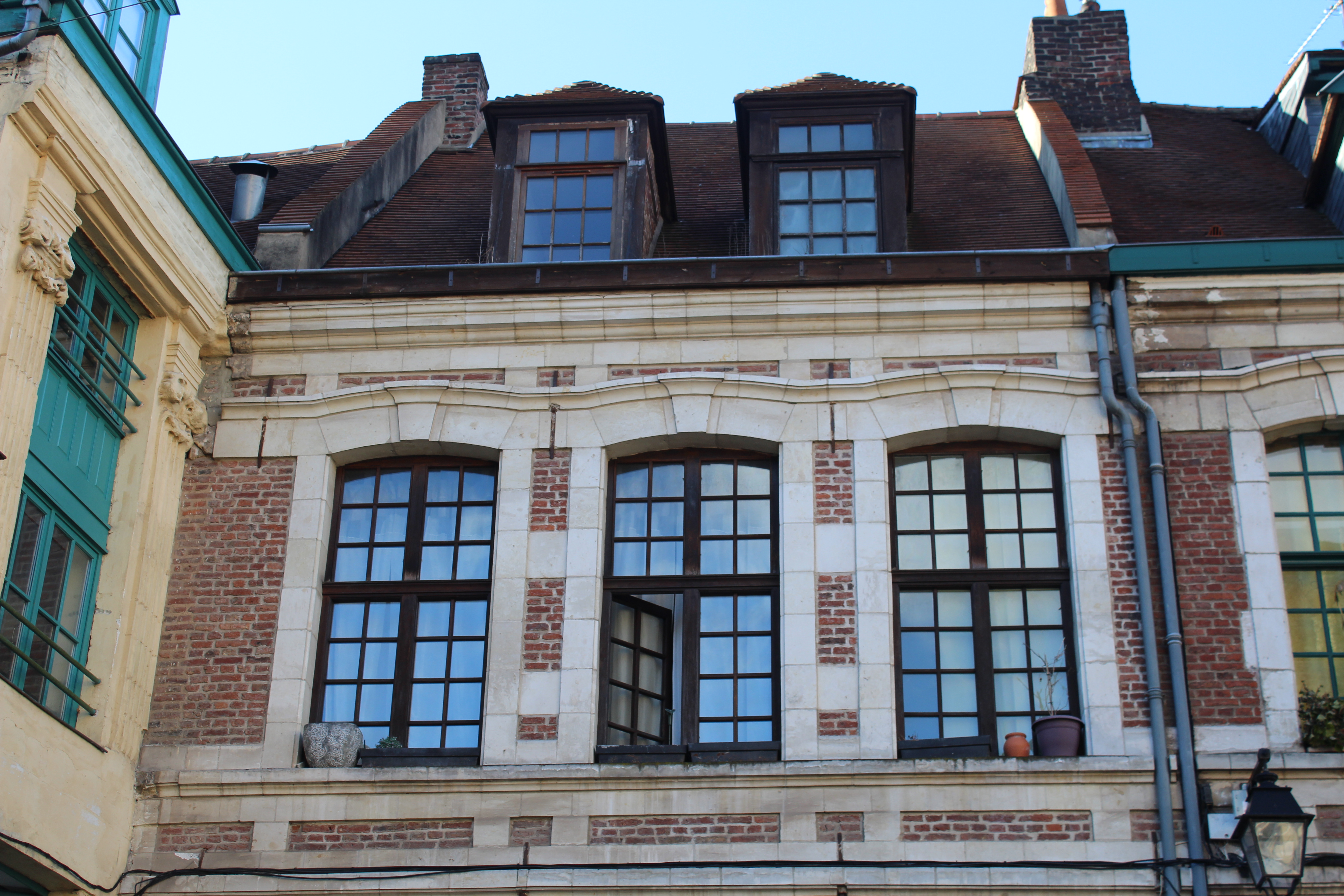
Détail de l'étage, des baies, du cordon et larmier les surmontant.

### Liste de bâtiments
| Illustration                                                  | Nom                                   | Partie concernée                                  | Commune | Quartier ou lieu-dit | Adresse                                                                       | Date | Remarques                    |
| ------------------------------------------------------------- | ------------------------------------- | ------------------------------------------------- | ------- | -------------------- | ----------------------------------------------------------------------------- | ---- | ---------------------------- |
|                                                               | 3-3B Rue d'Angleterre                 | NC.                                               | Lille   | Vieux-Lille          | 3-3B Rue d'Angleterre, 59800 Lille                                            |      |                              |
|                                                               | 14 Rue d'Angleterre                   | NC.                                               | Lille   | Vieux-Lille          | 14 Rue d'Angleterre, 59800 Lille                                              |      |                              |
|                                                               | 47 Rue d'Angleterre                   | NC.                                               | Lille   | Vieux-Lille          | 47 Rue d'Angleterre, 59800 Lille                                              |      |                              |
|                                                               | 21 Rue Basse                          | NC.                                               | Lille   | Vieux-Lille          | 21 Rue Basse, 59000 Lille                                                     |      |                              |
|                                                               | Voir 23 rue Lepelletier.              | NC.                                               | Lille   | Vieux-Lille          | 23 Rue du Curé Saint-Étienne, 59800 Lille                                     |      |                              |
|                                                               | 21 Rue de Gand Restaurant Meet People | NC.                                               | Lille   | Vieux-Lille          | 21 Rue de Gand, 59000 Lille                                                   |      |                              |
|                                                               | 80 rue de Gand                        | Façade rue de Gand.                               | Lille   | Vieux-Lille          | 80 rue de Gand                                                                | 1709 |                              |
|                                                               | 1 Rue de la Halloterie                | NC.                                               | Lille   | Vieux-Lille          | 1 Rue de la Halloterie, 59800 Lille                                           | 1717 |                              |
|                                                               | 1 Bis Rue de la Halloterie            | NC.                                               | Lille   | Vieux-Lille          | 1 Bis Rue de la Halloterie, 59800 Lille                                       | 1717 |                              |
|                                                               | 3 Rue de la Halloterie                | NC.                                               | Lille   | Vieux-Lille          | 3 Rue de la Halloterie, 59800 Lille                                           |      | Façades fortement modifiées. |
|                                                               | 5 Rue de la Halloterie                | NC.                                               | Lille   | Vieux-Lille          | 5 Rue de la Halloterie, 59800 Lille                                           |      | Façades fortement modifiées. |
|                                                               | 68 Rue de Jemmappes                   | NC.                                               | Lille   | Vieux-Lille          | 68 Rue de Jemmapes, 59800 Lille                                               |      |                              |
|                                                               | Au sacrifice d'Abraham                | NC.                                               | Lille   | Vieux-Lille          | - 23 Rue Lepelletier, 59800 Lille - 23 Rue du Curé Saint-Étienne, 59800 Lille | 1716 |                              |
|                                                               | 25 Rue Lepelletier                    | NC.                                               | Lille   | Vieux-Lille          | 25 Rue Lepelletier, 59800 Lille                                               |      |                              |
|                                                               | 2 Place Maurice Schumann              | NC.                                               | Lille   | Vieux-Lille          | 2 Place Maurice Schumann, 59000 Lille                                         |      |                              |
|                                                               | 10 Place Maurice Schumann             | NC.                                               | Lille   | Vieux-Lille          | 10 Place Maurice Schumann, 59000 Lille                                        |      |                              |
|                                                               | 67 rue de la Monnaie                  | NC.                                               | Lille   | Vieux-Lille          | - 67 Rue de la Monnaie, 59800 Lille - 1 Rue de Pétérinck, 59000 Lille         |      |                              |
|                                                               | 69 rue de la Monnaie                  | NC.                                               | Lille   | Vieux-Lille          | - 69 Rue de la Monnaie, 59000 Lille - 2 Rue de Pétérinck, 59000 Lille         | 1726 |                              |
| 2 premières travées de gauche.                                | 1 Place aux Oignons                   | NC.                                               | Lille   | Vieux-Lille          | 1 Place aux Oignons, 59000 Lille                                              |      |                              |
|                                                               | 2 Place aux Oignons                   | NC.                                               | Lille   | Vieux-Lille          | 2 Place aux Oignons, 59000 Lille                                              | 1730 |                              |
| Bâtiment sur la droite, 3 et 4 travées en partant de gauche.  | 3 Place aux Oignons                   | NC.                                               | Lille   | Vieux-Lille          | 3 Place aux Oignons, 59000 Lille                                              |      |                              |
|                                                               | 4 Place aux Oignons                   | NC.                                               | Lille   | Vieux-Lille          | 4 Place aux Oignons, 59000 Lille                                              | 1730 |                              |
| Bâtiment sur la droite, 5 et 6e travées en partant de gauche. | 5 Place aux Oignons                   | NC.                                               | Lille   | Vieux-Lille          | 5 Place aux Oignons, 59000 Lille                                              |      |                              |
| Bâtiment sur la droite, 2 travées de droite.                  | 7 Place aux Oignons                   | NC.                                               | Lille   | Vieux-Lille          | 7 Place aux Oignons, 59000 Lille                                              |      |                              |
|                                                               | 8 Rue de Pas                          | NC.                                               | Lille   | Vieux-Lille          | 8 Rue de Pas, 59800 Lille                                                     |      |                              |
|                                                               | Voir 67 rue de la Monnaie.            | NC.                                               | Lille   | Vieux-Lille          | 1 Rue de Pétérinck, 59000 Lille                                               |      |                              |
|                                                               | 1 Bis rue de Pétérinck                | NC.                                               | Lille   | Vieux-Lille          | 1 Bis Rue de Pétérinck, 59000 Lille                                           |      |                              |
|                                                               | Voir 69 rue de la Monnaie.            | NC.                                               | Lille   | Vieux-Lille          | 2 Rue de Pétérinck, 59000 Lille                                               | 1726 |                              |
|                                                               | 3 rue de Pétérinck                    | NC.                                               | Lille   | Vieux-Lille          | 3 Rue de Pétérinck, 59000 Lille                                               |      |                              |
|                                                               | 4 rue de Pétérinck                    | NC.                                               | Lille   | Vieux-Lille          | 4 Rue de Pétérinck, 59000 Lille                                               |      |                              |
|                                                               | 6 rue de Pétérinck                    | NC.                                               | Lille   | Vieux-Lille          | 6 Rue de Pétérinck, 59000 Lille                                               |      |                              |
|                                                               | 8 rue de Pétérinck                    | NC.                                               | Lille   | Vieux-Lille          | 8 Rue de Pétérinck, 59000 Lille                                               |      |                              |
|                                                               | 8 Bis rue de Pétérinck                | NC.                                               | Lille   | Vieux-Lille          | 8 Bis Rue de Pétérinck, 59000 Lille                                           | 1710 |                              |
|                                                               | 10 rue de Pétérinck                   | NC.                                               | Lille   | Vieux-Lille          | 10 Rue de Pétérinck, 59000 Lille                                              |      |                              |
|                                                               | 12 rue de Pétérinck                   | NC.                                               | Lille   | Vieux-Lille          | 12 Rue de Pétérinck, 59000 Lille                                              |      |                              |
|                                                               | 14-16 rue de Pétérinck                | NC.                                               | Lille   | Vieux-Lille          | 14-16 Rue de Pétérinck, 59000 Lille                                           |      |                              |
|                                                               | 18 rue de Pétérinck                   | NC.                                               | Lille   | Vieux-Lille          | 18 Rue de Pétérinck, 59000 Lille                                              |      |                              |
| Bâtiment de droite.                                           | 20 rue de Pétérinck                   | NC.                                               | Lille   | Vieux-Lille          | 20 Rue de Pétérinck, 59000 Lille                                              |      |                              |
|                                                               | Voir 14 rue d'Angleterre, Lille.      | NC.                                               | Lille   | Vieux-Lille          | 2 Rue Pharaon de Winter, 59800 Lille                                          |      |                              |
|                                                               | À la croix Saint-Maurice              | Façades parvis Saint-Maurice et rue Saint-Génois. | Lille   | Lille-Centre         | 2 Rue Saint-Genois                                                            | 1727 |                              |
| Bâtiment sur la droite.                                       | 25 Rue des Tours                      | NC.                                               | Lille   | Vieux-Lille          | 25 Rue des Tours, 59800 Lille                                                 |      |                              |
|                                                               | 19 Rue des trois Mollettes            | NC.                                               | Lille   | Vieux-Lille          | 19 Rue des trois Mollettes, 59800 Lille                                       |      |                              |
|                                                               | 21 Rue des trois Mollettes            | NC.                                               | Lille   | Vieux-Lille          | 21 Rue des trois Mollettes, 59800 Lille                                       | 1732 |                              |
|                                                               | 23 Rue des trois Mollettes            | NC.                                               | Lille   | Vieux-Lille          | 23 Rue des trois Mollettes, 59800 Lille                                       | 1786 |                              |
|                                                               | 30 Rue des trois Mollettes            | NC.                                               | Lille   | Vieux-Lille          | 30 Rue des trois Mollettes, 59800 Lille                                       |      |                              |
|                                                               | 32 Rue des trois Mollettes            | NC.                                               | Lille   | Vieux-Lille          | 32 Rue des trois Mollettes, 59800 Lille                                       |      |                              |
|                                                               | 34 Rue des trois Mollettes            | NC.                                               | Lille   | Vieux-Lille          | 34 Rue des trois Mollettes, 59800 Lille                                       |      |                              |
|                                                               | 36 Rue des trois Mollettes            | NC.                                               | Lille   | Vieux-Lille          | 36 Rue des trois Mollettes, 59800 Lille                                       |      |                              |
|                                                               | 37 Rue des trois Mollettes            | NC.                                               | Lille   | Vieux-Lille          | 37 Rue des trois Mollettes, 59800 Lille                                       |      |                              |
|                                                               | 38 Rue des trois Mollettes            | NC.                                               | Lille   | Vieux-Lille          | 38 Rue des trois Mollettes, 59800 Lille                                       |      |                              |
|                                                               | 39 Rue des trois Mollettes            | NC.                                               | Lille   | Vieux-Lille          | 39 Rue des trois Mollettes, 59800 Lille                                       |      |                              |
|                                                               | 50 Rue des trois Mollettes            | NC.                                               | Lille   | Vieux-Lille          | 50 Rue des trois Mollettes, 59800 Lille                                       |      |                              |